# 小行星24520
小行星24520（24520 Abramson）是一颗绕太阳运转的小行星，为主小行星带小行星。该小行星于2001年2月1日发现。

## 轨道参数
小行星24520的轨道半长轴为364 916 961公里，离心率为0.1825254。